# Dome-mae Chiyozaki (métro d'Osaka)
Dome-mae Chiyozaki (ドーム前千代崎駅, Dome-mae Chiyozaki-eki) est une station du métro d'Osaka sur la ligne Nagahori Tsurumi-ryokuchi dans l'arrondissement de Nishi à Osaka.

## Situation sur le réseau
La station Dome-mae Chiyozaki est située au point kilométrique (PK) 0,6 de la ligne Nagahori Tsurumi-ryokuchi, entre les stations Taisho et Nishinagahori.

## Histoire
La station a ouvert le 29 août 1997 sous le nom d'Osaka Dome-mae Chiyozaki (大阪ドーム前千代崎駅). Elle prend son nom actuel en 2006.

## Services aux voyageurs

### Accès et accueil
La station est ouverte tous les jours.

### Desserte

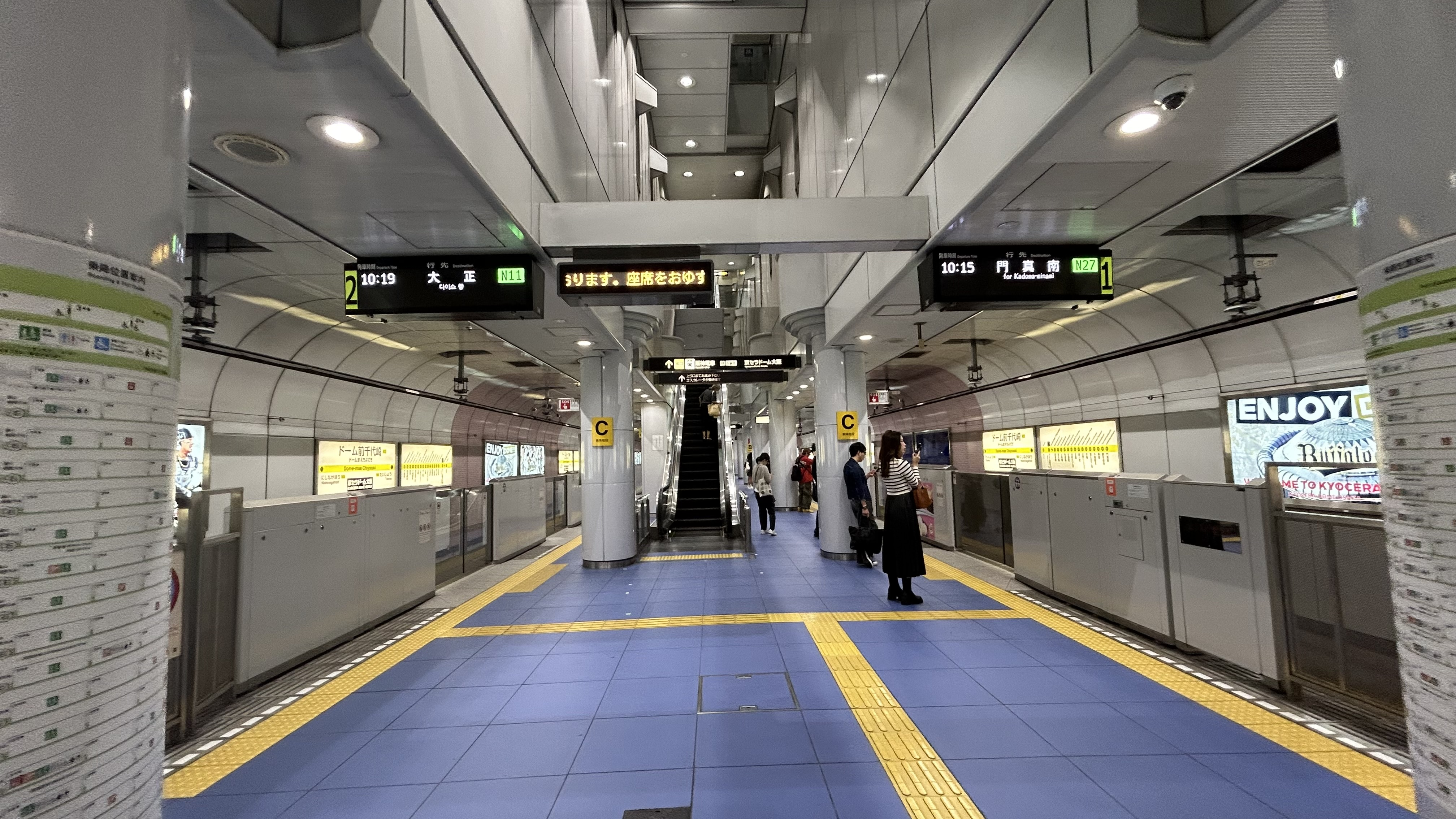
Vue du quai de la station

- Ligne Nagahori Tsurumi-ryokuchi :
  - voie 1 : direction Kadoma-minami
  - voie 2 : direction Taisho

### Intermodalité
La gare de Dome-mae (ligne Hanshin Namba) est située à proximité de la station.

## Dans les environs
- Osaka Dome